# 16209 Sterner
A 16209 Sterner (ideiglenes jelöléssel 2000 CB56) a Naprendszer kisbolygóövében található aszteroida. A LINEAR projekt keretében fedezték fel 2000. február 4-én.